# 吉川惟足
吉川惟足（日语：／ Yoshikawa Koretari，1616年—1694年），日本江户时代的神道神职人员。他开创了吉川神道运动。此运动源自神道，认为神道包括其他宗教在内万物之源。他在1682年成为幕府神道事务主管“神道方”，这一职务后来一直由其家族后裔担任。